# Brigham Young-universiteit
De Brigham Young-universiteit (Brigham Young University, BYU) is een particuliere universiteit gelegen in Provo (Utah). De universiteit is eigendom van de Kerk van Jezus Christus van de Heiligen der Laatste Dagen (LDS). Het is de oudste nog bestaande universiteit binnen het kerkelijk onderwijssysteem van de LDS.
De universiteit richt zich voornamelijk op undergraduate-studies, maar heeft ook 68 master-opleidingen en 25 doctoraat-opleidingen.

## Geschiedenis
De geschiedenis van de Brigham Young-universiteit gaat terug tot 1862, toen Warren Dusenberry een school begon in een gebouw genaamd Cluff Hall. Op 16 oktober 1875 kocht Brigham Young, die toen president was van de Kerk van Jezus Christus van de Heiligen der Laatste Dagen, het gebouw waar deze school in was gevestigd. Derhalve wordt deze datum vaak gezien als de oprichtingsdatum van de universiteit. De school verbrak haar banden met de Universiteit van Deseret en werd hernoemd tot "Brigham Young Academy" De lessen begonnen op 3 januari 1876. Warren Dusenberry diende nog enkele maanden als hoofd van deze school. De school werd pas een universiteit aan het eind van Benjamin Cluffs periode als schoolhoofd. De universiteit werd tot 18 juli 1896 gefinancierd door de gemeenschap van Provo. Daarna werd de universiteit officieel opgenomen binnen de kerk, en kreeg haar financiering voortaan via de LDS.
In 1903 werd de Brigham Young Academy opgedoekt en vervangen door twee instituten: Brigham Young High School en Brigham Young-universiteit. In 1921 werd Franklin S. Harris de eerste president van de universiteit die beschikte over een doctoraat. Hij bracht enkele belangrijke veranderingen aan binnen de school, met het doel deze te herorganiseren tot een echte universiteit. Daarvoor was de organisatie nog gelijk aan die van een academie. Tegen het eind van zijn periode als president werd het instituut door vrijwel alle organisaties die verantwoordelijk waren voor de accreditatie van universiteiten erkend als universiteit. De universiteit groeide hierna snel uit tot haar huidige formaat.

## Colleges
De universiteit telt 11 colleges:
- David O. McKay School voor pedagogiek
- Ira A. Fulton College voor techniek en technologie
- College voor Familie, Huishouden en Sociale wetenschappen
- Schone kunsten en communicatie
- Gezondheid en menselijk kunnen
- Geesteswetenschappen
- J. Reuben Clark School voor rechtsgeleerdheid
- Life sciences
- Marriott School voor bedrijfseconomie
- Geneeskunde
- Fysische en wiskundige wetenschappen

Een van de aandachtspunten van de universiteit is de studie van vreemde talen. Er worden opleidingen aangeboden in 70 talen.

## Studenten
Ongeveer 98% van alle studenten op de universiteit zijn mormonen. Twee derde van de studenten komt van buiten Utah.
Studenten aan de universiteit dienen zich te houden aan een strenge code die is opgesteld volgens de leer van de Kerk van Jezus Christus van de Heiligen der Laatste Dagen. Deze code verbiedt onder andere gebruik van drugs of alcohol. Ongeveer 97% van de studenten neemt tijdens zijn studie een tussenjaar om te werken als missionaris.

## Bekende alumni
- Paul D. Boyer (1918), Amerikaans biochemicus en Nobelprijswinnaar (1997)
- Don Bluth (1937), Amerikaans tekenaar, regisseur en producer van animatiefilms
- Shawn Bradley (1972), Amerikaans basketballer
- Orson Scott Card (1951), Amerikaans SF-auteur
- Stephen Covey (1932), Amerikaan auteur (The Seven Habits of Highly Effective People)
- Paul Alan Cox, etnobotanicus
- Mike Crapo (1951), Amerikaans politicus (senator voor Idaho)
- Aaron Eckhart (1968), Amerikaans acteur
- Frankie Fredericks (1976), Namibisch atleet
- Jimmer Fredette (1989), Amerikaans basketballer
- Gary Gilmore (1940-1977), Amerikaans crimineel
- Orrin Hatch (1934), Amerikaans politicus (senator voor Utah)
- Jon Heder (1977), Amerikaans acteur
- Stephenie Meyer (1973), Amerikaans kinderboekenauteur
- Johnny Miller (1947), Amerikaans golfer
- Leonard Myles-Mills (1973), Ghanees atleet
- Bill Nelson (1942), Amerikaans astronaut en politicus
- Kevin Rahm (1971), Amerikaans acteur
- Shauna Rohbock (1977), Amerikaans bobsleester
- Mitt Romney (1947), Amerikaans politicus
- Brandon Sanderson (1975), Amerikaans fantasy-auteur
- Lindsey Stirling (1986), Amerikaans violiste
- Mike Weir (1970), Canadees golfer